# Riegelwood
Riegelwood è un census-designated place (CDP) degli Stati Uniti d'America, situato nello stato della Carolina del Nord, nella contea di Columbus. Secondo il censimento del 2020 gli abitanti di Riegelwood ammontavano a 545.
La Black Rock Plantation House di Riegelwood è stata inserita nel National Register of Historic Places nel 2014.